# Кабаний меч

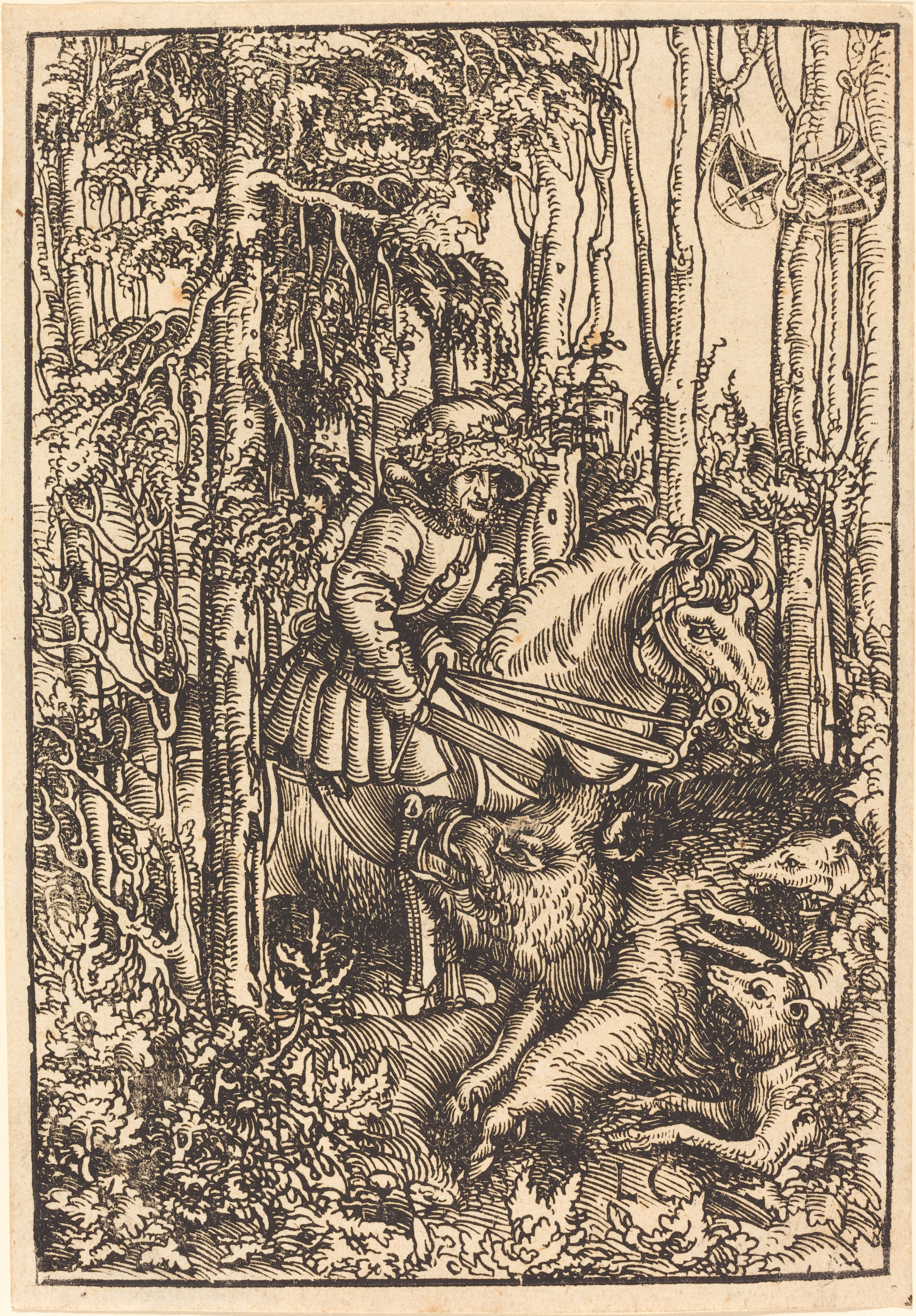
Использование меча на охоте

Кабаний меч (также свиной меч, нем. Schweinschwerter) — большой, часто двуручный меч с клинком (иногда пламеннообразным), оканчивающимся широкой лопаточкой. Предназначался, как очевидно из названия, для кабаньей охоты.
Верхняя часть клинка у основания не отпускается и в ней имеется отверстие, через которое проходит чека, защищающая охотника от нападения пронзённого мечом кабана. Мечи широко применялись в Германии в XVI и XVII веках. Обычно меч использовался бронированным всадником, на бронированном коне, втыкавшим меч в кабана сверху не слезая с коня.